# Монтгомери, Арчибальд Сетон, 16-й граф Эглинтон
Арчибальд Сетон Монтгомери, 16-й граф Эглинтон, 4-й граф Уинтон (англ. Archibald Seton Montgomerie, 16th Earl of Eglinton and 4th Earl of Winton; 23 июня 1880 — 22 апреля 1945) — шотландский дворянин и пэр.

## Происхождение и образование
Родился 23 июня 1880 года. Старший сын Джорджа Арнульфа Монтгомери, 15-го графа Эглинтона (1818—1919), и Джанет Лукреции Каннингем (1854—1923), дочери капитана Бойда Александра Канингема и его жены Мэри (урожденной Уилкинсон). Он получил образование в Итонском колледже.

## Карьера
Он получил чин лейтенанта лейб-гвардии. Участвовал в Первой мировой войне, где упоминался в донесениях. Он получил чин майора гвардейского пулемётного полка и звание майора айрширского йоменского полка.
10 августа 1919 года после смерти своего отца Арчибальд Монтгомери унаследовал титулы 16-го графа Эглинтона (Пэрство Шотландии), 5-го барона Ардроссана из Ардроссана в графстве Айршир (Пэрство Шотландии), 4-го графа Уинтона (Пэрство Соединённого королевства) и 17-го лорда Монтгомери (Пэрство Соединённого королевства), став членом Палаты лордов Великобритании.
Занимал должность заместителя лейтенанта графства Айршир.
16-й граф Эглинтон покинул своё родовое поместье — замок Эглинтон в 1925 году.
Лорд Эглинтон скончался 22 апреля 1945 года в возрасте 64 лет.

## Семья
1 июня 1908 года Арчибальд Монтгомери женился на леди Беатрис Сьюзан Далримпл (2 сентября 1881 — 10 мая 1962), дочери Джона Хью Норта Густава Генри Гамильтона Далримпла, 11-го графа Стэра, и Сьюзан Харриет Грант-Сатти. Они развелись в 1922 году, родив пятерых детей:
- Леди Барбара Сьюзен Монтгомери (23 августа 1909—1992), в 1930 году она вышла замуж за Кристофера Джеральда Гора, от брака с которым у неё было двое детей.
- Леди Джанет Эгида Монтгомери (3 мая 1911 — 30 декабря 1999), в 1934 году она вышла замуж за Роберта Крайтона Стюарта, сына маркиза Бьюта
- Леди Бетти Мэри Сетон Монтгомери (8 мая 1912 — 15 октября 1996), в 1933 году она вышла замуж за капитана Джорджа Вейна Хэй=Драммонда, от брака с которым у неё было двое детей.
- Арчибальд Уильям Александр Монтгомери, 17-й граф Эглинтон (16 октября 1914 — 21 апреля 1966), старший сын и преемник отца.
- Достопочтенный Джордж Сетон Монтгомери (29 сентября 1919 — 14 августа 1934)[2].

16 августа 1922 года он женился на Марджори Макинтайр (1890 — 7 декабря 1963), дочери Томаса Уокера Макинтайра из Сорна и Джинни Патерсон Гэллоуэй. Дети от второго брака:
- Леди Энн Монтгомери, в 1942 году она вышла замуж за майора Гордона Александра Смита, с который не имела детей и развелась в 1951 году.
- Достопочтенный Роджер Хью Монтгомери (1 июля 1923 — 7 августа 2011)[2].